# Michał Łasko
Michał Eryk Łasko (ur. 11 marca 1981 we Wrocławiu) – włoski siatkarz pochodzenia polskiego, grający na pozycji atakującego. Reprezentant Włoch, uczestnik mistrzostw świata w 2006 roku oraz mistrz Europy z 2005 roku i wicemistrz Europy z 2011 roku. Jest synem byłego reprezentanta Polski w siatkówce, Lecha Łasko. 17 czerwca 2013 ożenił się z Mileną Stacchiotti, z którą ma dwie córki.
Gdy miał zaledwie 6 lat wraz z rodzicami przeprowadził się do Włoch. W Rzymie prowadzi dwie siłownie.

## Sukcesy klubowe
Superpuchar Włoch:
- 1998, 2000

Liga Mistrzów:
- 1999, 2000
- 2001
- 2014

Liga włoska:
- 1999, 2001
- 2007, 2008

Puchar Włoch:
- 2000

Klubowe Mistrzostwa Świata:
- 2011

Liga polska:
- 2013, 2014

## Sukcesy reprezentacyjne
Mistrzostwa Europy:
- 2005
- 2011

Puchar Wielkich Mistrzów:
- 2005

Igrzyska Olimpijskie:
- 2012

## Nagrody indywidualne
- 2012: Najlepszy atakujący turnieju finałowego Pucharu Polski
- 2014: Najlepszy punktujący turnieju finałowego Ligi Mistrzów

## Odznaczenia
- Cavaliere Orderu Zasługi Republiki Włoskiej – 2013[2]

## Występy
- Trzykrotnie w mistrzostwach Europy: 2005, 2009, 2011
- Dwukrotnie w mistrzostwach świata: 2006, 2010
- czterokrotnie w Lidze światowej siatkarzy: 2009, 2010, 2011, 2012
- raz w Pucharze Wielkich Mistrzów (2005)
- raz w Pucharze Świata (2011)
- raz w Igrzyskach Olimpijskich (2012)